# Soyuz TM-34
Soyuz TM-34 foi a décima-sétima missão tripulada à Estação Espacial Internacional (ISS) e a última missão russa com a nave da classe Soyuz-TM,  substituída pela nova versão TMA a partir do voo seguinte.

## Tripulação
Tripulação lançada na Soyuz TM-34: (25 de abril de 2002)
| Posição           | Tripulante        | Duração        | Pousou na   |
| ----------------- | ----------------- | -------------- | ----------- |
| Comandante        | Yuri Gidzenko     | 9d 21h 25m 05s | Soyuz TM-33 |
| Engenheiro de voo | Roberto Vittori   | 9d 21h 25m 05s | Soyuz TM-33 |
| Turista espacial  | Mark Shuttleworth | 9d 21h 25m 05s | Soyuz TM-33 |

Tripulação retornada na Soyuz TM-34: (10 de novembro de 2002)
| Posição             | Tripulante      | Duração         | Lançou na   |
| ------------------- | --------------- | --------------- | ----------- |
| Comandante          | Sergei Zalyotin | 10d 20h 53m 09s | Soyuz TMA-1 |
| Engenheiro de voo 1 | Frank De Winne  | 10d 20h 53m 09s | Soyuz TMA-1 |
| Engenheiro de voo 2 | Yuri Lonchakov  | 10d 20h 53m 09s | Soyuz TMA-1 |

## Parâmetros da Missão
- Massa: ? kg
- Perigeu: 193 km
- Apogeu: 247 km
- Inclinação: 51.6°
- Período: 88.6 minutos

## Missão
A missão foi lançada por um foguete Soyuz-U do Cosmódromo de Baikonur às 06:26 UT de 25 de abril de 2002. Ela transportou um cosmonauta russo um cosmonauta italiano e o segundo turista espacial  para a Estação Espacial Internacional (ISS). O turista, o sul-africano Mark Shuttleworth realizou algumas experiências, levando um rato vivo e células de ovelhas. Todos os três retornaram na Soyuz TM-33 após uma missão de oito dias.